# Pont-à-Vendin
Pont-à-Vendin è un comune francese di 3 124 abitanti situato nel dipartimento del Passo di Calais nella regione dell'Alta Francia.

## Società

### Evoluzione demografica
Abitanti censiti